# Карл Филип фон Грайфенклау цу Фолрадс
Карл Филип Хайнрих фон Грайфенклау цу Фолрадс (на немски: Karl (Carl) Philipp Heinrich von Greiffenclau zu Vollrads; * 1 декември 1690, дворец Фолрадс, Рейнгау; † 25 ноември 1754, Вюрцбург) от стария благороднически род Грайфенклау в Рейнгау в днешен Хесен, е имперски фрайхер на Грайфенклау-Фолрадс и княжески епископ на Вюрцбург (1749 – 1754).

## Живот
Той е големият син на фрайхер Йохан Ервайн фон Грайфенклау цу Фолрадс (1663 – 1727), бургграф на Фридберг, и първата му съпруга фрайин Анна Лиоба фон Зикинген-Зикинген (1666 – 1704), дъщеря на фрайхер Франц фон Зикинген (1629 – 1715) и графиня Анна Маргарета фон Метерних-Винебург-Байлщайн († 1700). Баща му се жени още три пъти. Племенник е на фрайхер Йохан Филип фон Грайфенклау цу Фолрадс, княжески епископ на Вюрцбург (1699 – 1719) и роднина на Георг Фридрих фон Грайфенклау, княжески епископ на Вормс (1616 – 1629), курфюрст-архиепископ на Курфюрство Майнц (1626 – 1629), ерцканцлер на Свещената Римска империя, и на Лотар Франц фон Шьонборн, княжески епископ на Бамберг (1693 – 1729), курфюрст и архиепископ на Майнц (1695 – 1729).
Карл Филип е от 1705 г. катедрален каноник (Domizellar) във Вюрцбург. Той следва в университета в Майнц, където е от 1739 до 1749 г. ректор на университета.
На 6 април 1715 г. той е дякон и на 30 май 1715 г. е ръкоположен за свещеник във Вюрцбург. От 1728 г. е в катедралния капител и поддържа близки отношения с ерц-щифт Майнц.
На 14 април 1749 г. Карл Филип е избран от катедралния капител за княжески епископ на Вюрцбург. Папското одобрение на папа Бенедикт XIV е на 21 юли. Помазан е за епископ на 5 октомври 1749 г.
Карл Филип въвежда книга за песните, реформира още същата година реда за аптекарите и лекарите. Той също много помага на университета във Вюрцбург, въвежда нов ред за следването през 1749 г., увеличение на заплатите на професорите и съставяне на катедра по експериментална физика. Той престроява резиденцията във Вюрцбург (1749 до 1753).
Умира на 25 ноември 1754 г. от белодробна туберкулоза и е погребан в катедралата на Вюрцбург.